# Grand Prix SAR La Princesse Lalla Meryem 2017 - Qualificazioni singolare
Le qualificazioni del singolare del Grand Prix SAR La Princesse Lalla Meryem 2017 sono state un torneo di tennis preliminare per accedere alla fase finale della manifestazione. Le vincitrici dell'ultimo turno sono entrate di diritto nel tabellone principale. In caso di ritiro di una o più giocatrici aventi diritto a queste sono subentrate le lucky loser, ossia le giocatrici che hanno perso nell'ultimo turno ma che avevano una classifica più alta rispetto alle altre partecipanti che avevano comunque perso nel turno finale.

## Teste di serie
1. Ons Jabeur (primo turno)
2. Maryna Zanevs'ka (spostata nel tabellone principale)
3. Aleksandra Krunić (qualificata)
4. Aryna Sabalenka (primo turno)
5. Nina Stojanović (secondo turno)

1. Sílvia Soler Espinosa (ultimo turno, Lucky loser)
2. Cindy Burger (primo turno, ritirata)
3. Quirine Lemoine (secondo turno)
4. Nadia Podoroska (qualificata)

## Qualificate
1. Gabriela Dabrowski
2. Nadia Podoroska

1. Aleksandra Krunić
2. Conny Perrin

### Lucky loser
1. Sílvia Soler Espinosa

## Tabellone

### Legenda
| - Q = Qualificato - WC = Wild card - LL = Lucky loser | - ALT = Alternate - SE = Special Exempt - PR = Protected Ranking | - w/o = Walkover - r = Ritirato - d = Squalificato |

### Sezione 1
|  | Primo turno | Primo turno        | Primo turno        | Primo turno | Primo turno |  |  | Secondo turno | Secondo turno      | Secondo turno | Secondo turno      | Secondo turno      |    |   | Ultimo turno | Ultimo turno       | Ultimo turno       | Ultimo turno | Ultimo turno |  |
|  |             |                    |                    |             |             |  |  |               |                    |               |                    |                    |    |   |              |                    |                    |              |              |  |
|  | 1           | Ons Jabeur         | 2                  | 6           | 4           |  |  |               |                    |               |                    |                    |    |   |              |                    |                    |              |              |  |
|  |             | Amra Sadiković     | 6                  | 4           | 6           |  |  |               | Amra Sadiković     | 4             | 6                  | 1                  |    |   |              |                    |                    |              |              |  |
|  |             | Amandine Hesse     | Amandine Hesse     | 62          | 4           |  |  |               | Gabriela Dabrowski | 6             | 3                  | 6                  |    |   |              |                    |                    |              |              |  |
|  |             | Gabriela Dabrowski | Gabriela Dabrowski | 7           | 6           |  |  |               |                    |               |                    |                    |    |   |              | Gabriela Dabrowski | Gabriela Dabrowski | 7            | 6            |  |
|  |             | Daniela Hantuchová | Daniela Hantuchová | 6           | 6           |  |  |               |                    |               | Daniela Hantuchová | Daniela Hantuchová | 67 | 3 |              |                    |                    |              |              |  |
|  | WC          | Lilya Hadab        | Lilya Hadab        | 1           | 0           |  |  |               | Daniela Hantuchová | 64            | 6                  | 6                  |    |   |              |                    |                    |              |              |  |
|  |             | Olga Savchuk       | Olga Savchuk       | 2           | 3           |  |  | 8             | Quirine Lemoine    | 7             | 4                  | 2                  |    |   |              |                    |                    |              |              |  |
|  | 8           | Quirine Lemoine    | Quirine Lemoine    | 6           | 6           |  |  |               |                    |               |                    |                    |    |   |              |                    |                    |              |              |  |

### Sezione 2
|  | Primo turno | Primo turno       | Primo turno      | Primo turno | Primo turno |  |  | Secondo turno | Secondo turno    | Secondo turno    | Secondo turno    | Secondo turno    |   |   | Ultimo turno | Ultimo turno    | Ultimo turno    | Ultimo turno | Ultimo turno |  |
|  |             |                   |                  |             |             |  |  |               |                  |                  |                  |                  |   |   |              |                 |                 |              |              |  |
|  | 9           | Nadia Podoroska   | 65               | 6           | 7           |  |  |               |                  |                  |                  |                  |   |   |              |                 |                 |              |              |  |
|  |             | Alla Kudryavtseva | 7                | 4           | 5           |  |  | 9             | Nadia Podoroska  | Nadia Podoroska  | 6                | 6                |   |   |              |                 |                 |              |              |  |
|  |             | Lesley Kerkhove   | Lesley Kerkhove  | 0           | 4           |  |  |               | Teliana Pereira  | Teliana Pereira  | 3                | 0                |   |   |              |                 |                 |              |              |  |
|  |             | Teliana Pereira   | Teliana Pereira  | 6           | 6           |  |  |               |                  |                  |                  |                  |   |   | 9            | Nadia Podoroska | Nadia Podoroska | 6            | 6            |  |
|  |             | Martina Trevisan  | Martina Trevisan | 6           | 6           |  |  |               |                  |                  | Martina Trevisan | Martina Trevisan | 3 | 2 |              |                 |                 |              |              |  |
|  |             | Laura Pous Tió    | Laura Pous Tió   | 4           | 1           |  |  |               | Martina Trevisan | Martina Trevisan | 6                | 6                |   |   |              |                 |                 |              |              |  |
|  |             | Laura Pigossi     | 6                | 65          | 5           |  |  | 5             | Nina Stojanović  | Nina Stojanović  | 3                | 3                |   |   |              |                 |                 |              |              |  |
|  | 5           | Nina Stojanović   | 3                | 7           | 7           |  |  |               |                  |                  |                  |                  |   |   |              |                 |                 |              |              |  |

### Sezione 3
|  | Primo turno | Primo turno            | Primo turno            | Primo turno | Primo turno |  |  | Secondo turno | Secondo turno         | Secondo turno         | Secondo turno         | Secondo turno         |   |   | Ultimo turno | Ultimo turno      | Ultimo turno      | Ultimo turno | Ultimo turno |  |
|  |             |                        |                        |             |             |  |  |               |                       |                       |                       |                       |   |   |              |                   |                   |              |              |  |
|  | 3           | Aleksandra Krunić      | Aleksandra Krunić      | 6           | 6           |  |  |               |                       |                       |                       |                       |   |   |              |                   |                   |              |              |  |
|  |             | Anastasija Rodionova   | Anastasija Rodionova   | 0           | 3           |  |  | 3             | Aleksandra Krunić     | Aleksandra Krunić     | 6                     | 6                     |   |   |              |                   |                   |              |              |  |
|  |             | Barbora Krejčíková     | Barbora Krejčíková     | 6           | 6           |  |  |               | Barbora Krejčíková    | Barbora Krejčíková    | 3                     | 1                     |   |   |              |                   |                   |              |              |  |
|  | WC          | Abir Elfahimi          | Abir Elfahimi          | 2           | 0           |  |  |               |                       |                       |                       |                       |   |   | 3            | Aleksandra Krunić | Aleksandra Krunić | 6            | 6            |  |
|  |             | Chloé Paquet           | 6                      | 2           | 7           |  |  |               |                       | 6                     | Sílvia Soler Espinosa | Sílvia Soler Espinosa | 2 | 0 |              |                   |                   |              |              |  |
|  |             | Cornelia Lister        | 3                      | 6           | 5           |  |  |               | Chloé Paquet          | Chloé Paquet          | 2                     | 3                     |   |   |              |                   |                   |              |              |  |
|  | WC          | Camilia Bandabdeljalil | Camilia Bandabdeljalil | 2           | 0           |  |  | 6             | Sílvia Soler Espinosa | Sílvia Soler Espinosa | 6                     | 6                     |   |   |              |                   |                   |              |              |  |
|  | 6           | Sílvia Soler Espinosa  | Sílvia Soler Espinosa  | 6           | 6           |  |  |               |                       |                       |                       |                       |   |   |              |                   |                   |              |              |  |

### Sezione 4
|  | Primo turno | Primo turno         | Primo turno | Primo turno | Primo turno |  |  | Secondo turno | Secondo turno       | Secondo turno       | Secondo turno | Secondo turno |   |   | Ultimo turno | Ultimo turno  | Ultimo turno  | Ultimo turno | Ultimo turno |  |
|  |             |                     |             |             |             |  |  |               |                     |                     |               |               |   |   |              |               |               |              |              |  |
|  | 4           | Aryna Sabalenka     | 6           | 2           | 3           |  |  |               |                     |                     |               |               |   |   |              |               |               |              |              |  |
|  |             | Ivana Jorović       | 3           | 6           | 6           |  |  |               | Ivana Jorović       | Ivana Jorović       | 6             | 6             |   |   |              |               |               |              |              |  |
|  |             | Arantxa Rus         | 5           | 7           | 3           |  |  |               | Montserrat González | Montserrat González | 4             | 1             |   |   |              |               |               |              |              |  |
|  |             | Montserrat González | 7           | 5           | 6           |  |  |               |                     |                     |               |               |   |   |              | Ivana Jorović | Ivana Jorović | 0            | 5            |  |
|  | WC          | Rita Atik           | Rita Atik   | 1           | 0           |  |  |               |                     |                     | Conny Perrin  | Conny Perrin  | 6 | 7 |              |               |               |              |              |  |
|  | Alt         | Tara Moore          | Tara Moore  | 6           | 6           |  |  | Alt           | Tara Moore          | Tara Moore          | 1             | 2             |   |   |              |               |               |              |              |  |
|  |             | Conny Perrin        | 6           | 1           |             |  |  |               | Conny Perrin        | Conny Perrin        | 6             | 6             |   |   |              |               |               |              |              |  |
|  | 7           | Cindy Burger        | 1           | 0           | r           |  |  |               |                     |                     |               |               |   |   |              |               |               |              |              |  |